# Hervormde kerk (Capelle)
De Hervormde kerk van Capelle aan de Hoofdstraat 25 is een zaalkerk uit 1750.

## Geschiedenis
De eerste kerk werd reeds genoemd in 1257. Vermoedelijk vormden Waspik en Capelle toen één parochie. Het patronaatsrecht berustte bij de Abdij van Sint-Truiden. De kerk werd vernietigd tijdens de Sint-Elisabethsvloed van 1421.
Een nieuwe kerk werd gebouwd, die enkele honderden meter landinwaarts werd opgericht. Deze bleek in 1591, toen de reformatie opkwam, niet meer geschikt te zijn voor de godsdienstuitoefening. Door de troebelen van de Tachtigjarige Oorlog was ze bouwvallig geworden. Men bouwde een nieuwe kerk die echter in 1743 opnieuw bouwvallig was geworden. In 1747 werd door de Staten van Holland toestemming verleend om een nieuwe kerk, de huidige, te bouwen. Deze werd in 1750 ingewijd. De consistoriekamer is uit 1859. Toen werd ook het houten plafond weggenomen en werd het interieur gestucadoord. De kerk is gerestaureerd in 1951, daar ze tijdens de Tweede Wereldoorlog een lichte schade had opgelopen.

## Gebouw en inventaris
Het betreft een zaalkerk op een langwerpig achtzijdige plattegrond. Op het dak prijkt een houten torentje. De muren zijn gedecoreerd met pilasters.
In het inwendige vindt men zes zuilen, zodat er een omgang ontstaat. Het interieur is uitgevoerd in een -zij het sobere- rococostijl en als zodanig één der weinige ongeschonden rococo-kerkinterieurs in Nederland.
Tot de inventaris behoren een preekstoel en twee herenbanken in Lodewijk XV-stijl uit omstreeks 1770, alsmede een voorlezersbank en een lezenaar uit dezelfde tijd. Een zerk met gebeeldhouwd wapen stamt uit 1695 en er is een kas in empirestijl. Men betreedt de kerk door een fraai smeedijzeren toegangshek.

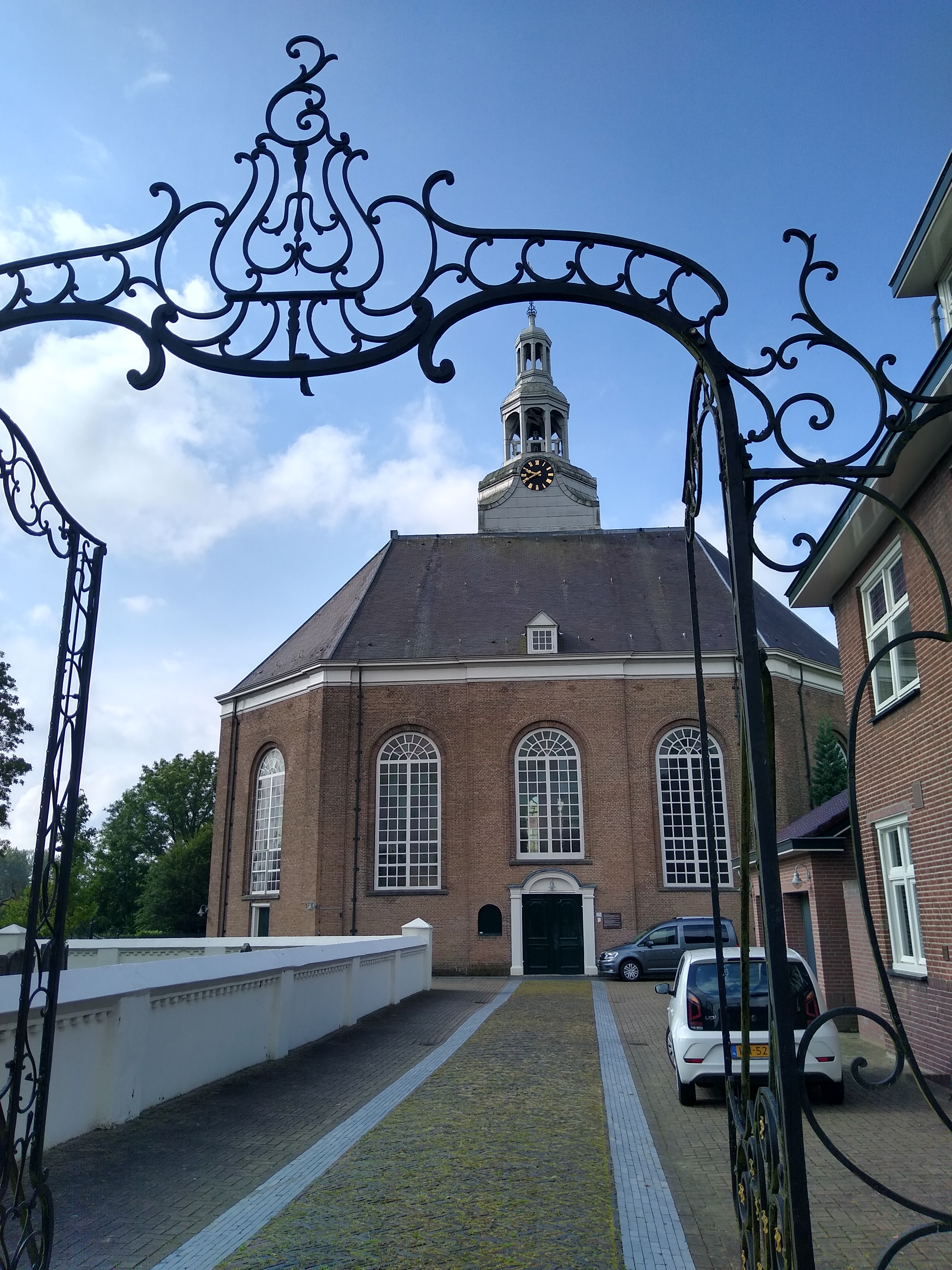
De kerk in 2024

Het orgel stamt uit 1820 en werd gebouwd door Bernard Petrus van Hirtum. Het werd in 1945 beschadigd door granaatinslagen, maar in 1949 weer gerestaureerd.
In 1984 volgde een ingrijpende restauratie door Orgelbouw Ernst Leeflang (Apeldoorn). Hierbij werd de oorspronkelijke dispositie van 1823 gereconstrueerd, de toonhoogte hersteld en de klavieren gedeeltelijk gereconstrueerd. Van het nieuw aangebrachte vrije pedaal werd het pijpwerk in een afzonderlijke kas achter het orgel geplaatst. De kas werd hersteld, en het snijwerk gecompleteerd.